# Burg Numata
Die Burg Numata (japanisch 沼田城, Numata-jō) befindet sich in der Stadt Numata in der Präfektur Gumma. In der Edo-Zeit residierten dort zuletzt die Toki als Fudai-Daimyō.

## Burgherren in der Edo-Zeit
- Ab 1616 ein Zweig der Sanada mit einem Einkommen von 27.000 Koku,
- ab 1703 ein Zweig der Honda mit 20.000 Koku,
- ab 1732 ein Zweig der Kuroda mit 25.000 Koku,
- ab 1742 ein Zweig der Toki  mit 35.000 Koku.

## Geschichte
Im Jahr 1544 baute Numata Akiyasu (沼田 頭奏) eine Burg und zwar auf einer Anhöhe zwischen den Flüssen Usune (薄根川, -gawa) im Norden, Tone (利根川, -gawa) im Westen und Katashina (片品川, -gawa) im Süden.
1560 wurde die Burg von Uesugi Kenshin erobert, 1580 fiel sie an die Sanada, Vasallen der Takeda aus der Provinz Kai. Nach dem Ende der Takeda fiel das Gebiet an Takigawa Kazumasu (滝川 一益), einen Vasallen der Oda. Danach kam die Burg wieder an die Sanada, die sie aber eine Zeit lang an die Späteren Hōjō verloren, bis diese ausgelöscht waren.

## Die Anlage

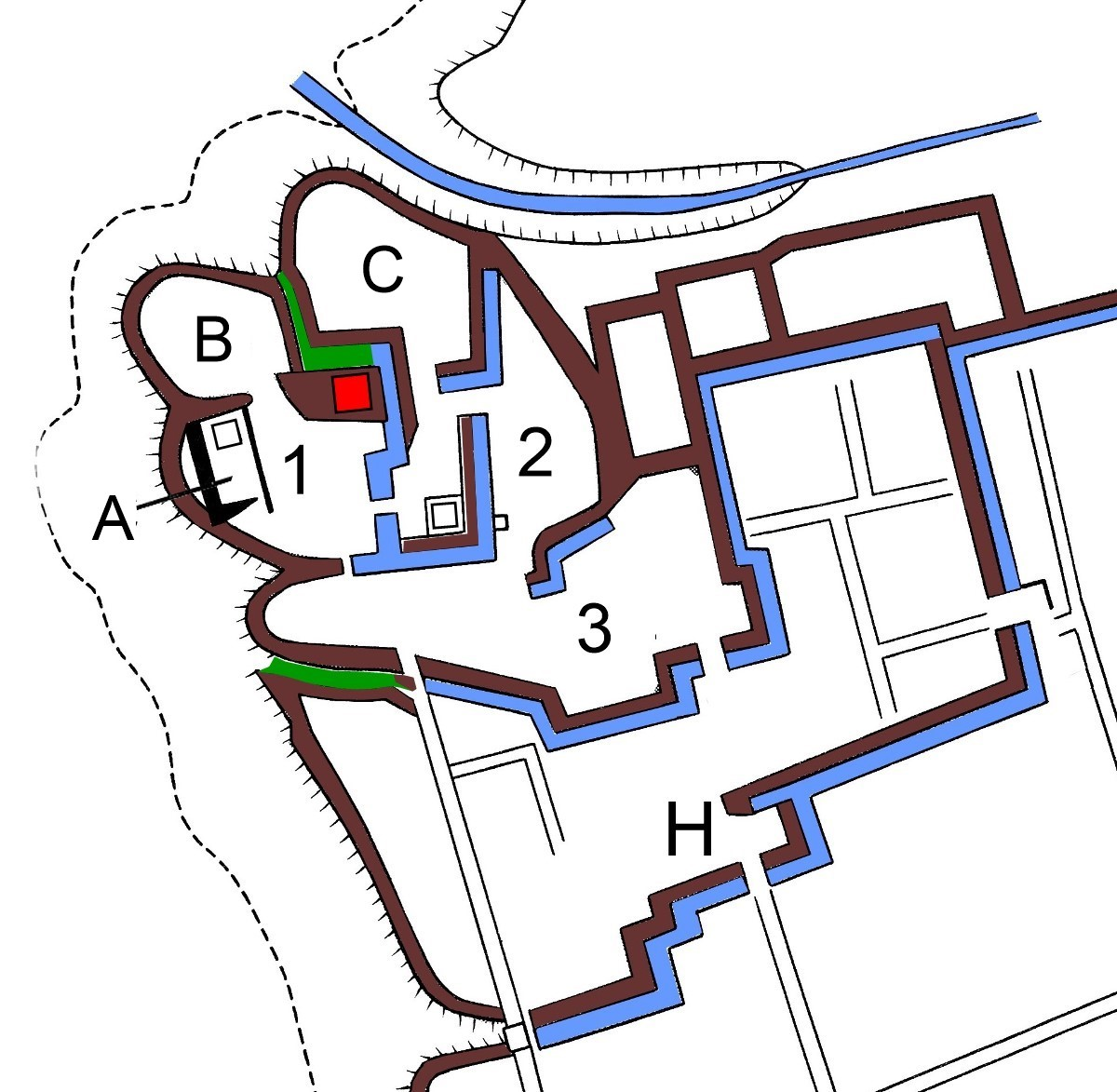
Burg Numata (siehe Text)

Die Burg Numata wurde zwischen 1591 und 1597 ausgebessert und erweitert. Sie bestand nun aus dem zentralen Burgbereich, dem Hommaru (本丸; 1), dem zweiten und dritten Bereich, dem Ni-no-maru (二の丸; 2) und San-no-maru (三の丸; 3), sowie aus dem Vorbereich „Am Wasser“ (水の手曲輪, Mizu-no-te kuruwa; A) und weiteren Vorbereichen, Sute-kuruwa (捨曲輪; B), Hoshina-kuruwa (保科曲輪; C). Im Hommaru wurde ein fünfstöckiger Burgturm (天守, tenshu; rot markiert) errichtet. Das Haupttor (大手門, Ōte-mon; H) lag im Südosten der Burg. 1681 wurde der damalige Burgherr Sanada Nobutoshi (真田 信利; 1635–1688) abgesetzt, wonach die Burg verfiel.
1703 erhielt Honda Masanaga (本多 正永; 1645–1711) das Gebiet und baute die Burg wieder auf. Allerdings beschränkte er sich auf einen befestigten Wohnbereich, und statt den abgetragenen Burgturm wieder aufzubauen begnügten sich die Honda mit einem dreistöckigen Wachturm. Und so blieb es auch unter den nachfolgenden Burgherren.
Nach der Meiji-Restauration 1868 wurde die Burg abgetragen, das Gelände wurde zum Numata-Park (沼田公園, Numata kōen). Vom Hommaru sind Wälle, trockene Gräben, Basen der Wachtürme und Reste der Mauern erhalten. Vom zweiten Burgbereich wurden auf der Ostseite Teile des mächtigen Erdwalls und der Mauern restauriert. 1983 wurde der Glockenturm als Nachbau fertiggestellt. Er dient nun als Symbol der Burg.